# 83 Virginis
83 Virginis är en gul ljusstark jätte i Jungfruns stjärnbild.
Stjärnan har visuell magnitud +5,55 och är synlig för blotta ögat vid god seeing. Den befinner sig på ett avstånd av ungefär 825 ljusår.Yttemperaturen tros ligga mellan 5000 och 6000 Kelvin, för jämförelse har vår sol 600 Kelvin.